# Улзытуев, Дондок Аюшеевич
Дондо́к Аюше́евич Улзыту́ев (бур. Үлзытуев Аюшын Дондог; 5 декабря 1936 — 8 ноября 1972) — советский бурятский поэт, поэт-лирик.

## Биография
Родился в улусе Шибертуй Бичурского аймака Бурят-Монгольской АССР. В Шибертуйской средней школе Улзытуев посещал кружок любителей родного языка «Ошон», открытый учительницей бурятского языка и литературы Цырегмой Намдаковной Намдаковой. Улзытуев с глубокой благодарностью вспоминал свою учительницу, которая сумела привить ему любовь к родному языку и раскрыла дорогу творчества. Кружок готовил рукописный сборник своих участников. Вместе с ним здесь занимались будущие литераторы — Цырен-Дондок Хамаев (Петя Саможапов), Владимир Жалсанов, Бальжинима Намдаков, Цырендондок Шагжиев, Дамдин Дамбиев.
Первая публикация стихов Улзытуева состоялась в 1953 году, когда он учился в восьмом классе. Газета «Бурят-Монголой γнэн» опубликовала его стихотворение «Голубка». На русском языке стихи появились впервые в год окончания школы в газете «Бурят-Монгольский комсомолец» в переводе В. Мартынова.
После окончания средней школы в 1956 году Улзытуев работал в Бурятском книжном издательстве. Первая книга стихов «Три тайны пера» вышла в 1957 году в Улан-Удэ. С 1962 года Дондок Улзытуев — член Союза писателей. В 1963 году окончил Литературный институт им. А. М. Горького. Работал в издательстве журнала «Байкал».
Стихи и поэмы Дондока Улзытуева были переведены на русский язык и изданы в ряде сборников, вышедших в центральных издательствах Москвы. Поэтический перевод нескольких из них выполнили Евгений Евтушенко и Станислав Куняев.
Стихи Улзытуева печатались в журналах «Байкал», «Юность», «Цот», «Дальний Восток», «Смена», «Огонёк», «Знамя», «Дружба народов», «Сибирские огни». Переведены на латышский, эстонский, финский, татарский, белорусский, казахский, калмыцкий, монгольский, венгерский и другие языки.
Дондок Улзытуев известен и как поэт-песенник — в начале творческого пути сочинял не только стихи, но и мелодии к ним. Среди них, ставшая народной, песня «Дуулыш, инагни» («Пой, милая»). Вместе с композиторами Бурятии поэтом написан ряд известных в республике песен, которые продолжают исполняться на эстраде: «Гунсэма», «Лирическая песня», «Осенняя песня».
Высокую оценку стихам Улзытуева дал критик И. Пеньковский на страницах журнала «Дружба народов» (№ 1, 1966): «Улзытуев счастливо от природы наделён подлинным поэтическим даром: у него зоркий и точный поэтический глаз, активное поэтическое мышление, живая образная реакция на зрительные и духовные впечатления и очень привлекательный лирический голос. Всё, о чем он пишет, а вернее, поёт, потому что природа его стихов, в основном, песенная — это всё подлинно увиденное не только глазами, но и сердцем, внутренним духовным зрением поэта. Всё это им органически воспринято от народа и естественно кровно прочувствовано».
Поэт умер молодым в 1972 году.

## Семья
Сын — Амарсана Улзытуев (род. 1963), поэт.

### На бурятском языке
- «Гуурhай гурбан нюуса» («Три тайны пера», 1957, стихи и сказки для детей),
- «Ая ганга» (1961),
- «Xаи-ранга» (1964),
- «Hолонго» (Радуга", 1966)
- «Аадар» (Гроза",1967),
- «Эрьесэ» («Круговорот», 1968),
- «Шуушы» (1969),
- «Caгай сууряан» («Эхо времени», 1970),
- «Ехэ дабаан» («Большой перевал», 1972),
- «Ая гангын орон» («Страна ая-ганги», 1974),
- «Хухын дуунай уе» («Пора кукования кукушки», 1986),
- «Шэлэгдамэл зохеолнууд» («Избранные стихи и поэмы», 1996).
- «Бууралхан эжымни»

### На русском языке
- «Млечный путь» (1961),
- «Избранная лирика» (1964),
- «Олений рог» (1965),
- «Большой перевал» (1970),
- «Ая ганга» (1974),
- «Напев» (1963).